# David Legwand
David Legwand (Detroit, 17 agosto 1980) è un ex hockeista su ghiaccio statunitense.

## Carriera
Nel corso della sua carriera ha indossato, tra le altre, le maglie di Plymouth Whalers (1997-1999), Nashville Predators (1998-2004, 2005-2014), Detroit Red Wings (2013-14), Ottawa Senators (2014-15) e Buffalo Sabres (2015-16).
Con la nazionale statunitense ha preso parte a quattro edizioni dei campionati mondiali (1999, 2000, 2001 e 2005), manifestazione concluse in sesta, quinta, quarta e nuovamente sesta posizione.